# Social Web Academy
Social Web Academy (Academia da Rede Social) é um método de aprendizagem na Internet que combina os métodos informais de E-learning com  aprendizado informal. As Academias Sociais da Internet iniciaram as comunidades de aprendizagem usando processos de aprendizagem informais que ao mesmo tempo focam o aprendizado via Internet. A diferença entre elas e as plataformas de rede tais como XING é que a abordagem leva as vantagens dos métodos formais de aprendizagem para promover a construção de competência online.

## Requisitos
As Academias da Rede Social contam com a noção do conetivismo, que assume que o processo de aprendizagem está cada vez mais se desenvolvendo via Internet (veja também G. Siemens, 2006). A facilidade única de manter o conhecimento em tal maneira que possa ser constantemente atualizado e modificado de acordo com os problemas surgidos é uma rede que vem sido desenvolvida de acordo com as necessidades intelectuais do indivíduo. Por essa razão, estudantes de um sistema conectivista pedem que um ambiente de aprendizagem aberto promova a oportunidade de interação eficiente com o companheiro de uso da rede. Os estudantes também precisam ter a capacidade de identificar, avaliar e descrever o conhecimento relevante para o processo de aprendizagem, e posteriormente desenvolver ao colaborar com o aprendizagem do companheiro.
As Academias Sociais da Internet têm como objetivo capacitar o desenvolvimento da competência online ao combinar transferência de conhecimentos e E-learning clássicos, com as ferramentas de comunicação relacionada ao Web 1.0 e também misturar a competência focada em E-learning com as ferramentas de Web 2.0 programas (social software).
O desenvolvimento da competência como a habilidade de auto-organização (ver também John Erpenbeck; Lutz von Rosenstiel, 2008) requer uma alto nível de qualificação. Indivíduos altamente competentes geralmente são altamente qualificados. Qualificação por ela mesma, entretanto não é o suficiente para construir uma competência genuína. Somente pode acontecer de uma maneira organizada ao saber lidar com os desafios da vida real.
Baseados nesses pré-requisitos, uma academia da rede social incorporado os seguintes elementos:
- O clássico E-learning usando a tecnologia do Web 1.0 tem como fundamento todos os processos envolvidos no desenvolvimento de competência ao transferir o conhecimento necessário via problema- orientado Internet training (treinamentos via Internet). Esse conhecimento é então processado e aplicado nas tarefas, casos de estudos, ou simulações de jogos em quase todas as modas que incluem relatórios, mas não além da troca. Especialistas (programadores) e alunos estão claramente distinguidos e a comunicação toma lugar principalmente em comunidades ou em palestras em sala de aula.
- A competência focada em E-learning usando a tecnologia do Web 2.0 é baseada na segunda geração de serviços da social software que facilitam a colaboração e divisão de conhecimento. Ela conta com a iniciativa dos aprendizes que dividem suas experiências usando por exemplo blogs ou wikis, que consequentemente desenvolve seu conhecimento de uma maneira organizada. Seja por qualquer razão, os treinamentos têm tarefas que oferecem aos aprendizes experiências práticas adicionais. Ela também beneficia os aprendizes no trabalho com projetos práticos além do processo formal de aprendizagem. Os aprendizes dividem seu conhecimento e experiência com grupos via projetos de diários ou blogs. Durante o curso, as comunidades de aprendizagem frequentemente se transformam em comunidades de prática auto-organizada, que excede o treinamento formal. Isso significa que o processo de gestão do conhecimento (knowledge management) é derivado de um ambiente de aprendizagem formal baseado nos costumes.

Uma academia da rede social é generalmente estruturada com um sistema de aprendizagem mesclado (blended learning). Sob certas circunstâncias, entretanto, o desenvolvimento pode também ser alcançado com sistemas de aprendizagem que sejam principalmente ou puramente baseados na Internet. Por exemplo, se parceiros de estudos de diferentes países e culturas colaboram com um treinamento intercultural, a troca com o parceiro por si mesma é um desafio prático que resulta na construção de competência através de administração do encontro intercultural. Uma mistura de sistemas de aprendizagem sistematicamente utiliza as comunidades onlines para ajudar a aquisição da da competência da auto-organização, que requer que os objetivos de aprendizagem estejam claramente definidos e o progresso precisa ser medido através de ferramentas apropriadas.
As barreiras entre especialistas e estudiosos, profissionais e amadores tão bem como entre os gerentes, supervisores e empregados assim se tornam permeáveis e o comportamento do estudioso altera.

## Estrutura
Em um primeiro olhar, parece contraditório que a competência possa ser construída online, como esse objetivo requer a realização de desafios reais.
Entretanto, esses desafios todavia continuam a ocorrer no ambiente de trabalho. O programa social oferece a oportunidade de dividir o conhecimento ganho da experiência, por exemplo na rede de aprendizado da academia da rede social, ou ao iniciar um processo de comunicação e assim desenvolver um experiência até que ela se torne um conhecimento organizacional.
Um sistema de gestão da aprendizagem requer uma construção de competência, que não somente incorpora aspectos do aprendizado formal tais como processo de aprendizagem, capacitação de comunicação via fóruns, chats mas também visa o conhecimento da administração das ferramentas e possibilidades de aprendizado em grupo. A tecnologia da Web 2.0 particularmente cabe dentro desse propósito. Um e-portifolio pode também ser adicionados as várias funções descritas, que permite os estudiosos a criarem seu ambiente individual de aprendizagem.